# GAME BREAK
『GAME BREAK』（ゲームブレイク）は、2002年10月3日（10月2日深夜）から2003年3月27日（3月26日深夜）までテレビ東京系列局の一部で放送されていた、テレビゲームを題材にしたバラエティ番組（ゲーム番組）である。エンターブレインとキメラの共同製作。

## 概要
ゲーム情報誌『ファミ通』との提携で制作された番組の1つで、前番組『GameWave』の続編に当たる。同シリーズでメインパーソナリティを務めてきた伊集院光は、この番組では新設広告代理店「ゲームブレイク広告社」の社長という設定で出演。番組は、伊集院が新人社員役のグラビアアイドルたちとともに会社を発展させるという趣向で行われていた。『GameWave』では1人だったアシスタントが、この番組では4人に増員された。
番組終了の引き金になったのは、アシスタント4人にゲームに挑戦し、失敗したら携帯電話を壊す企画を放送したところ視聴者の抗議により、番組スポンサーや番組をネットしている放送局から撤退の要請があり、番組は終了となった。
この番組の終了後、同シリーズの直接の後継番組は制作されていないが、元出演者の柴田英嗣が司会を務める『柴田くんのBダッシュゲーム道』が2016年からテレビ東京で放送されている。

## 出演者

### 社長
- 伊集院光

### 秘書
- 揚田.あき

### 新人社員
- 黒沢ゆう子
- 村田あゆみ
- 桜木睦子

### その他の主な出演者
- 山崎弘也（アンタッチャブル）
- 柴田英嗣（アンタッチャブル）
- ぶっちゃあ（ブッチャーブラザーズ）

## スタッフ
- 監修：浜村弘一（ファミ通）
- 構成：佐々木勝俊、Petros、西川栄二、小山賢太郎
- カメラ：志水敏明、矢野英治
- 音声：永島良一
- 照明：山本聖
- 編集：小林禎、岡村正信
- MA：劉宗隆、野宮聡
- 音響効果：北澤亨（ふなや）
- ナレーター：高村保裕
- スタイリスト：西尾奈々子
- メイク：クリームパフ、小林益美
- 車輛：桑山朗
- 技術協力：千代田テック、STUDIO NAO
- 美術：アイ・シー・エー
- 音楽協力：宮島伸浩（G4th）
- アシスタントディレクター：大西慎也、丹川祥一
- ディレクター：藤城仁、田中宏明、武山友樹、近藤佳道
- 総合演出：田中孝之
- AP：橋本裕生
- プロデューサー：寺島直行（エンターブレイン）、山西太平、藍沢幸人、田中孝之
- 制作協力：電通、ファミ通グループ
- 制作：エンターブレイン、キメラ

## エンディングテーマ
- Repent (Ruppina)

## 放送局
『GameWave』時代の途中から生じたテレビ東京での遅れネット状況は、この番組へ移行した後も続いていた。
| 放送対象地域 | 放送局     | 系列           | 放送日時                      | 備考             |
| ------------ | ---------- | -------------- | ----------------------------- | ---------------- |
| 関東広域圏   | テレビ東京 | テレビ東京系列 | 木曜 1:25 - 1:55 （水曜深夜） |                  |
| 愛知県       | テレビ愛知 | テレビ東京系列 | 木曜 0:55 - 1:25 （水曜深夜） | 先行ネットで放送 |
| 大阪府       | テレビ大阪 | テレビ東京系列 | 木曜 1:15 - 1:45 （水曜深夜） | 先行ネットで放送 |